# Стрешнев, Родион Матвеевич
Родион (Ирадион) Матвеевич Стрешнев (ум. 10 июля 1687) — один из воспитателей Петра I, окольничий (1657), затем боярин (1676).

## Биография
Старший сын Матвея Фёдоровича Стрешнева, из рода Стрешневых, возвысившегося в 1626 году, когда царь Михаил Федорович выбрал своей новой женой Евдокию Стрешневу, четвероюродный брат Евдокии Лукьяновны. Известный боярин Тихон Стрешнев был сыном троюродного брата Родиона Матвеевича.
С 1634 г. Родион Матвеевич упоминается как стольник. Летом 1636 г. сопровождал из Москвы до Нижнего Новгорода голштинское посольство, секретарем при котором был Адам Олеарий; во все время пребывания посольства в Нижнем состоял при нём приставом. В 1645 г. участвовал в посольстве в Польшу. В 1648 г. — был в числе поезжан на свадьбе царя Алексея Михайловича с Марьей Ильиничной Милославской. В 1653 г. ездил на Украину для объявления гетману Богдану Хмельницкому, что царь «принимает его под свою высокую руку». Хмельницкий со своей стороны дал Стрешневу «лист» царю с обещанием пребывать в непоколебимой верности. По возвращении в Москву получил от царя богатые подарки: кубок серебряный, золоченый, с «кровлею» (крышкою), шубу соболью, крытую золотым атласом, два сорока соболей и прибавку к прежнему окладу: 250 четвертей и 80 рублей; сверх того думный дьяк Алмаз Иванов объявил ему государево «благоволение» за усердное исполнение возложенного на него поручения. В 1654—55 гг. участвовал в походе против польского короля Яна-Казимира.
В 1657 г. получил от царя 264 рублей за «принос» золотых и ширинок и в том же году пожалован в окольничие. С 1663 до 1680 — заведовал Сибирским приказом. 18 июня 1676 г., при венчании на царство Феодора Алексеевича, Стрешнев нес царский венец в Успенский собор и держал его на золотом блюде во время чтения Евангелия и перед миропомазанием. Чрез две недели после этого он объявил Артамону Сергеевичу Матвееву царский указ о назначении его на воеводство в Верхотурье. В том же 1676 г. Стрешнев пожалован в бояре. С 1679 до 1685 г. он был дядькой (воспитателем) при царевиче, а затем царе Петре Алексеевиче, и в качестве дядьки принимал участие в торжестве венчания его на царство в 1682 г.
В 1664 г. получил во владение усадьбу Покровское. С тех пор потомки Р. М. Стрешнева владели ей свыше 250 лет, вплоть до Октябрьской революции.
Был погребен в Чудовом монастыре, могила утрачена.

## Стрешнев и церковный раскол
В 1659—1669 гг., во время распри царя с патриархом Никоном, а затем ссылки последнего, Алексей Михайлович неоднократно посылал к нему Стрешнева с разными поручениями. После церковного суда над патриархом Никоном, когда было решено отправить его в Ферапонтов монастырь, Стрешнев принес ему от Алексея Михайловича деньги и меха и просил благословения царю, царице и всему царскому семейству. Никон не принял подарков и не дал благословения, несмотря на усиленные просьбы Стрешнева. В другой раз, в 1669 г., после кончины царицы Марьи Ильиничны, Стрешнев ездил к Никону в Ферапонтов монастырь с деньгами от царя на помин её души. Никон опять не взял денег, но обещал поминать государыню «за многую её милость прежнюю» и просил Стрешнева быть за него «ходатаем» перед Алексеем Михайловичем, чтобы он смилостивился над его участью. Из этого можно заключить о беспристрастии Стрешнева, сумевшего не восстановить против себя Никона и в то же время расположенного к протопопу Аввакуму, которому он в 1662 г., наряду с царем, царицей и царским духовником, оказывал денежную помощь: все они посылали Аввакуму, бывшему тогда в ссылке, по 10 руб.

## Характер Стрешнева
Соловьев и Ключевский приводят случай, показывающий, что Стрешнев отличался стойкостью и независимостью характера: царь Алексей Михайлович, почувствовав облегчение от кровопускания, предложил придворным последовать его примеру. Все, волей-неволей, согласились, кроме Стрешнева, который отказался, под предлогом старости. Царь вспылил и прибил Стрешнева, приговаривая: «Твоя кровь дороже что ли моей? или ты считаешь себя лучше всех?» Но когда гнев прошел, то царь пожаловал Стрешневу богатые подарки, чтобы загладить обиду и заставить позабыть побои.

## Семья и дети
Родион Стрешнев был женат дважды. Его первой женой была Марфа Семёновна, фамилия и происхождение которой неизвестны. Детей у них не было. Вторично женился на Марии Ивановне Салтыковой (ум. 1681), от брака с которой имел сына и дочь:
- Иван Родионович Стрешнев (1665—1738), женат на Наталье Львовне Вельяминовой-Зерновой (1674—1733); среди их детей Пётр Стрешнев и Марфа Остерман.
- Дарья Родионовна Стрешнева (ум. 1720), жена князя Фёдора Ивановича Троекурова (ум. 1693)